# Брезент

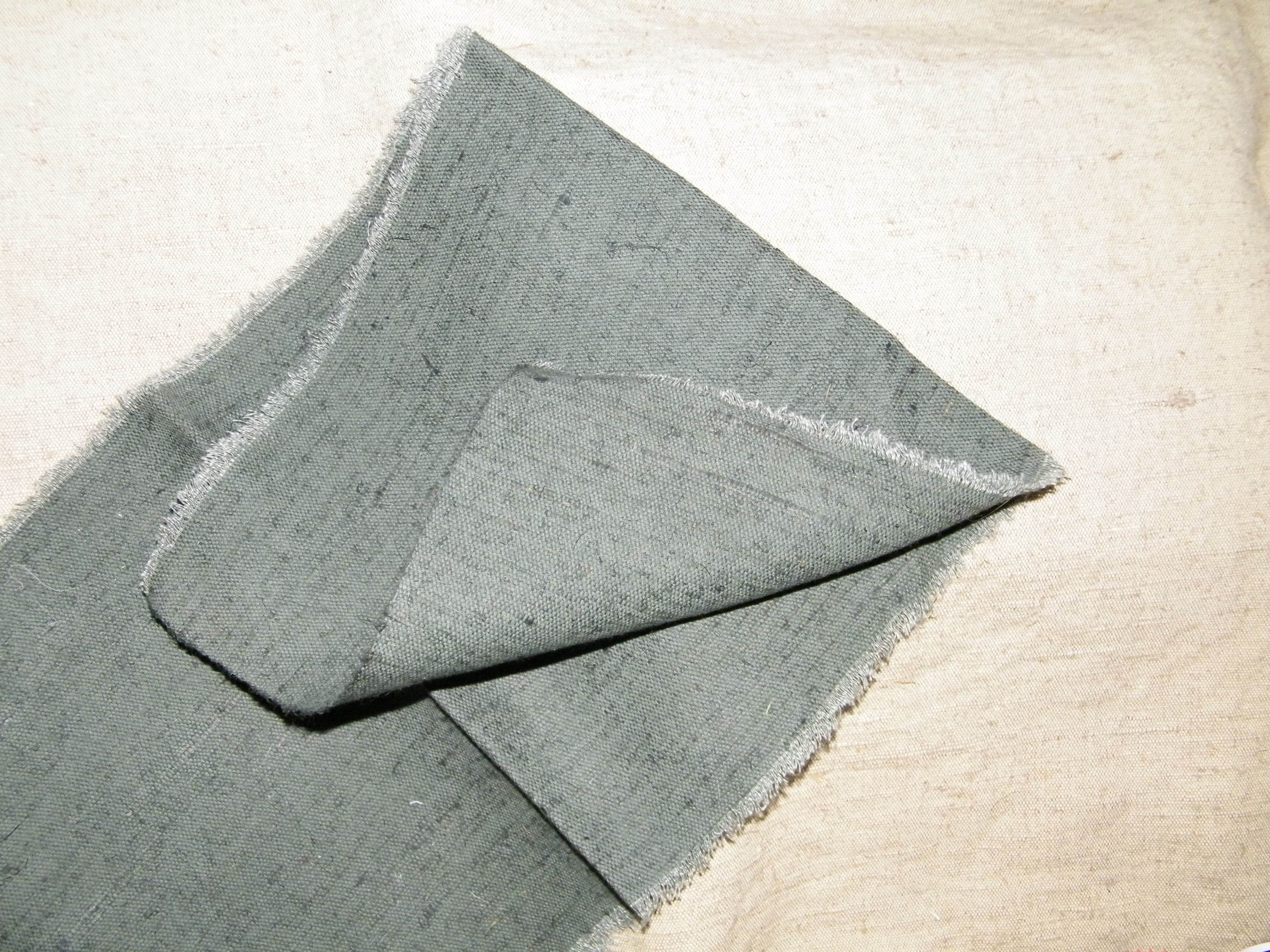
Брезент

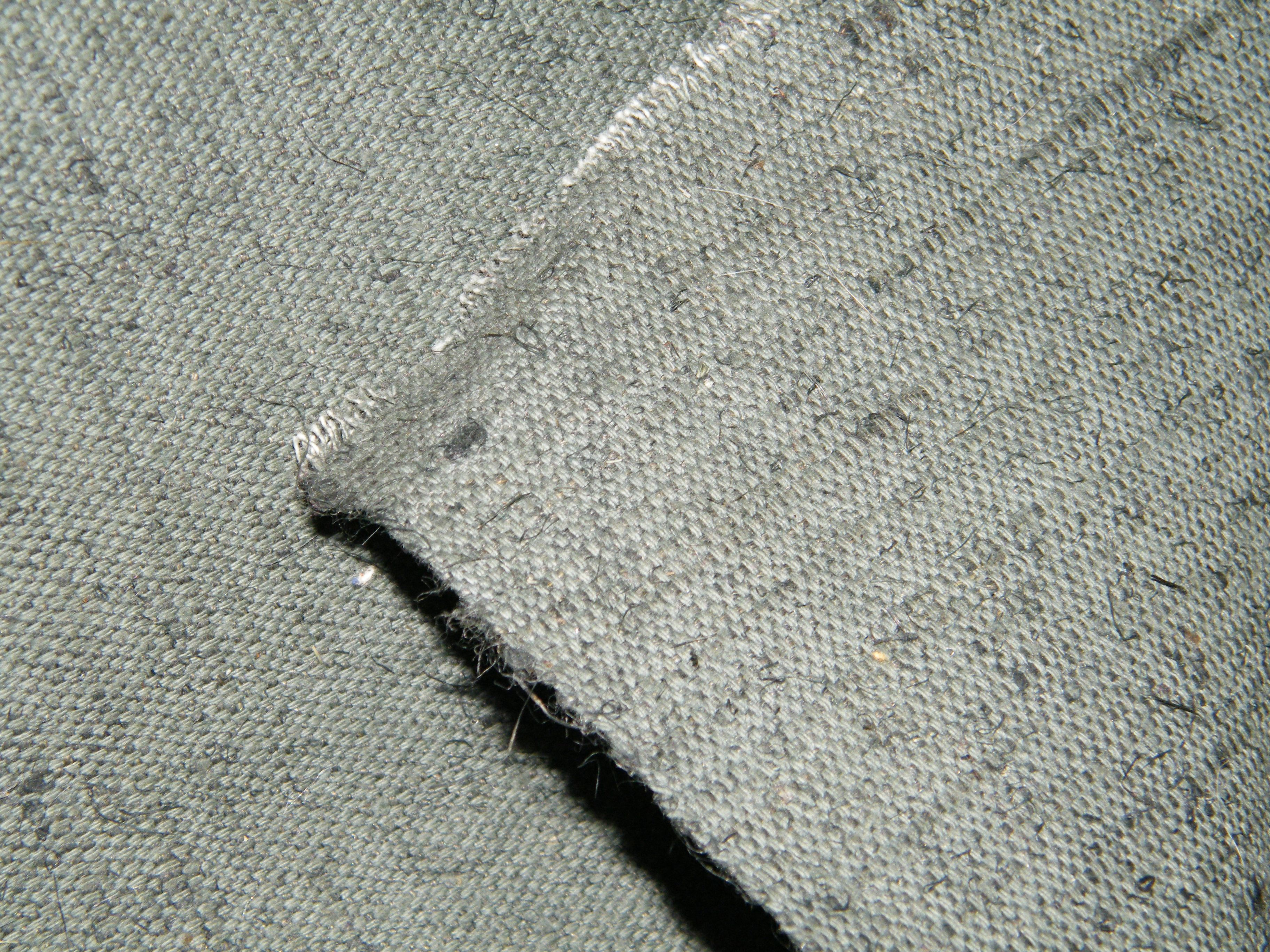
Брезент крупным планом

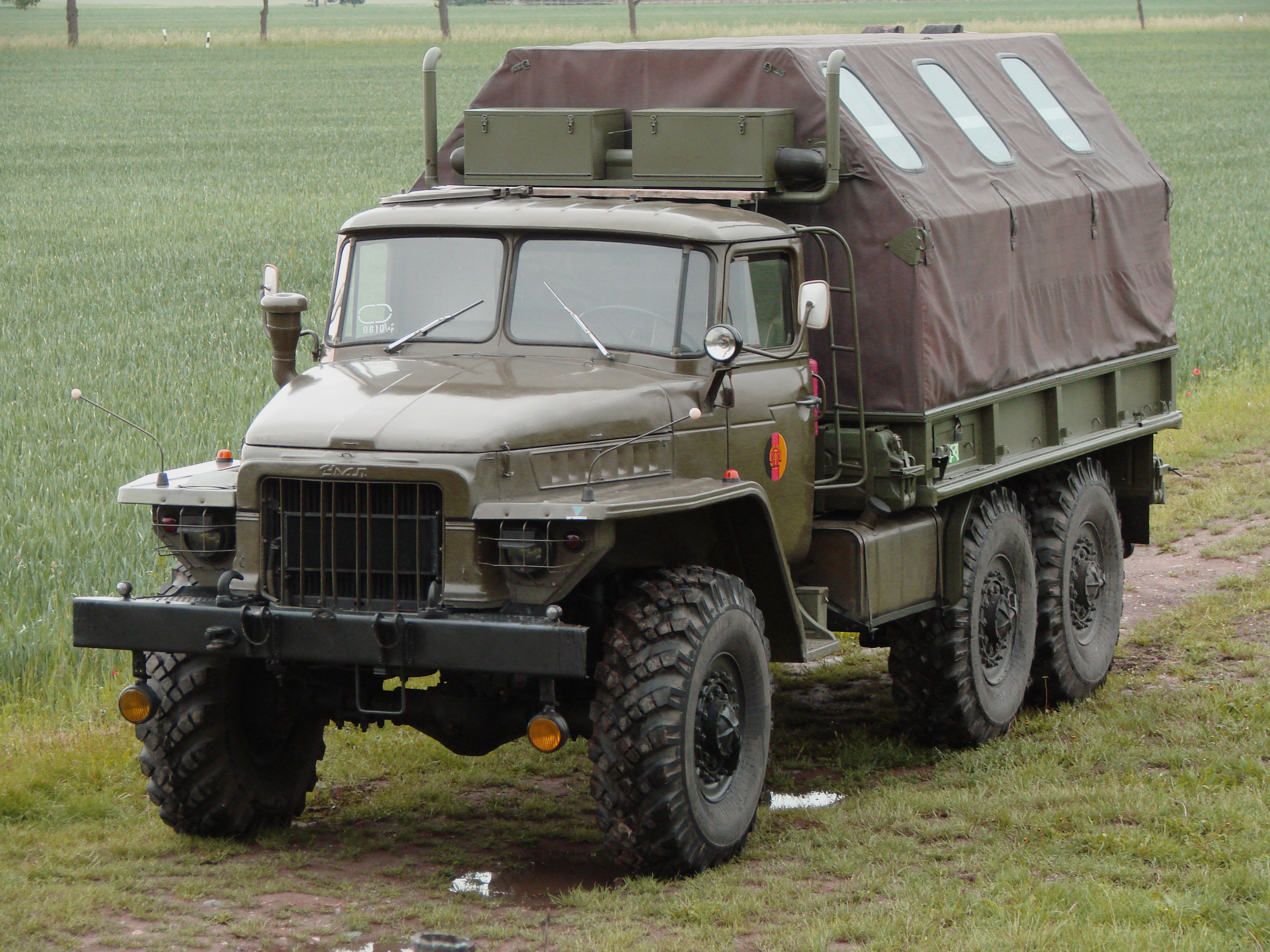
Автомобиль Урал-375Д, бортовая платформа укрыта брезентовым тентом

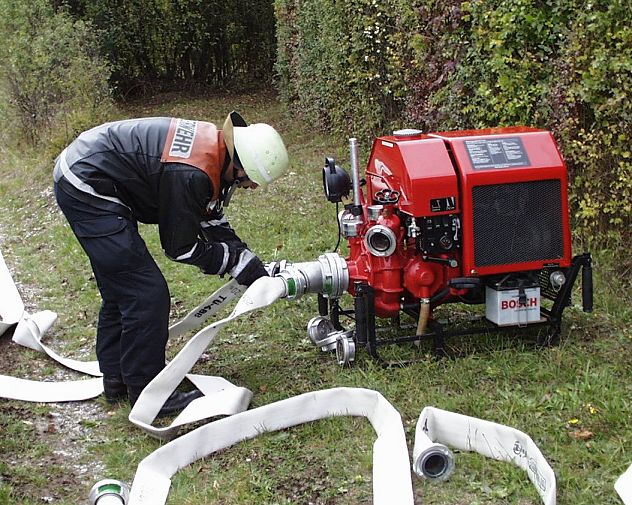
Пожарные рукава изготавливаются из брезента

Брезе́нт (от нидерл. presenning) — парусина, плотная тяжелая ткань натурального происхождения. Производится из толстой пряжи природного состава: джутовых, льняных или хлопковых волокон в разных комбинациях. Отличается высокой механической прочностью, водоупорностью, воздухопроницаемостью, износостойкостью при достаточно низкой цене.  Цвет — чаще от бледно-жёлтого до коричневого (редко — оранжевого) для огнеупорной пропитки, и от бледно-зелёного до насыщенного зелёного для водоупорной пропитки.
В настоящее время[когда?] брезентами называют также ткани, изготовленные из других материалов с аналогичными свойствами.

## Характеристики материала
Брезент производится из парусины, состоящей из льняного/джутового и хлопкового сырья, а также из синтетического волокна. Плотность брезента составляет от 300 до 900 г/м², может быть и выше.
Широко распространены[где?] две марки брезента:
- ОП — огнезащитная пропитка (плотность 480±40 г/м², стойкость к прожиганию 50 секунд)
- СКВП — светопрочная-водоупорно-биостойкая пропитка (плотность 450±40 г/м²)

## Тип материала

#### Тарпаулин
Брезент из тарпаулина изготовлен из полиэтилена высокого качества. Прочно переплетенные между собой нити обеспечивают небывалую прочность и герметичность. Чтобы влага не просачивалась сквозь полотно, тарпаулин с обеих сторон покрывают специальной ламинированной плёнкой. Плёнка не только удерживает влагу снаружи, но и защищает от конденсата. Тарпаулин получил широкое применение благодаря своим гидроизолирующим свойствам и техническим характеристикам. Листы могут быть из полиэтилена низкой плотности (LDPE) или полиэтилена высокой плотности (HDPE). При обработке против ультрафиолета эти брезенты могут служить годами, но материал, не обработанный от воздействия ультрафиолета, быстро станет хрупким и теряет прочность и водостойкость.

#### Парусина
Брезент из парусины водонепроницаем не полностью, но способен удерживать влагу. Если на брезенте есть стоячая вода или вода не успевает быстро стекать с брезента, то возможно проникновение капель через ткань.

#### Винил
Брезент из поливинилхлорида («винил») промышленного класса предназначен для использования в тяжёлых условиях.
Изготавливается из жёлтого винила с покрытием 340 г/м2, что делает его водонепроницаемым и обеспечивает высокую стойкость к истиранию и разрыву. Устойчив к маслам, кислотам, жирам и плесени. Виниловый брезент идеально подходит для сельского хозяйства, строительства, промышленности, грузовых автомобилей, защиты от наводнений и временного ремонта крыш.

#### Силикон
Брезент из силикона представляет собой синтетическую ткань, которая используется в основном в лёгком уличном снаряжении. Его изготавливают путём пропитки тонкого тканого нейлонового полотна жидким силиконом с обеих сторон. Это делает его прочным для своего веса, так как силикон значительно улучшает прочность на разрыв. Он также очень водонепроницаем, но не пропускает воздух.

## Применение
Применяется для изготовления укрывных материалов, палаток, тентов, рюкзаков, специальной одежды и обуви (плащей, рукавиц, сапог) и других изделий, требующих повышенной прочности и особых свойств ткани.
Со времён Первой мировой войны широко применялся в войсках, в том числе как замена дорогостоящей кожи при производстве приводных, поясных и ружейных ремней, а также солдатских сапог.
Брезент широко применяется для производства спецодежды: облачений сварщика, пожарных, рукавиц (верхонок).

## Сферы использования брезента

### Строительство
- спецодежда для защиты от влаги и механических повреждений, в том числе костюмы, куртки, плащи, комбинезоны, рукавицы для строителей
- укрытия для строящихся зданий, монтируемых конструкций
- элементы для устройства откосов, опалубок, отсечных заграждений (от мелких фракций) в вентиляционных установках
- пологи и защитные экраны для машин и ленточных транспортеров на строительных объектах

### Металлургия
- спецодежда и рукавицы, защищающие от огня, искр, брызг расплавленного металла, раскаленных абразивных частиц и острых деталей
- полога для машин и ленточных транспортеров
- защитные экраны

### Армия и оборона
- тенты-укрытия
- чехлы для орудий и боевой техники
- палатки, пологи, шатры
- средства светомаскировки
- защитная спецодежда при проведении опасных для здоровья работ

### Сельское хозяйство
- тенты, навесы, укрытия для машин, оборудования и сельскохозяйственной продукции, хранящейся на открытых площадях
- защитная спецодежда, рукавицы для сельскохозяйственных рабочих
- изготовление мешков для муки, крупы, зерна, комбикормов, семян.